# اندرو ولستد
اندرو وُلستِد (انگلیسی: Andrew Volstead؛ ‏ ‎/ˈvɒlstɛd/‎؛ ‏ ۳۱ اکتبر ۱۸۶۰ – ۲۰ ژانویهٔ ۱۹۴۷) سیاستمدار و وکیل اهل ایالات متحده آمریکا بود. او عضو حزب جمهوری‌خواه و از سال ۱۹۰۳ تا ۱۹۲۳، نمایندهٔ ایالت مینه‌سوتا در مجلس نمایندگان ایالات متحده آمریکا بود. نام او تنیده به قانون وُلستد (۱۹۱۹) است که قانونی لازم الاجرا در ممنوعیت الکل در ایالات متحده آمریکا از سال ۱۹۲۰ بود.